# 창발
창발(創發) 또는 떠오름 현상은 하위 계층(구성 요소)에는 없는 특성이나 행동이 상위 계층(전체 구조)에서 자발적으로 돌연히 출현하는 현상이다. 또한 불시에 솟아나는 특성을 창발성(영어: emergent property) 또는 이머전스(영어: emergence)라고도 부른다. 자기조직화 현상, 복잡계 과학과 관련이 깊다.

## 정의

### 창발의 정의
창발은 새로운 것이 일시적인 과정, 창조가 성장이나 진화로서 일시적이 아닌 것으로 고찰되는 것을 말하고, 사물이 아닌 성질이 그 어느 구성부분에 의해서도 가지고 있지 못한 것을 말한다. 예를 들어 암모니아 냄새는 수소나 질소에서는 존재하지 않고, 화학의 법칙으로서는 예견할 수 없다. 창발에 대한 설이 보다 일반적으로 말하는 것은 조직의 일정 수준에서 실체에 속한 성질은 그보다 낮은 차원에서 발견된 성질로부터는 예견할 수 없다는 것이다. 그것의 역(전환명제)처럼, 환원주의는 다양한 해석을 인정하고 있다.
"역학적 반응과 화학적 반응만을 알고 있는 자는 생명에 대해 예측할 수 없다."(S. Alexander, 공간, 시간 그리고 신, 1920)
"개개의 구성원이 가지고 있지 않으므로 그것들이 상호 작용했을 때에 나타날 것으로 결코 예상하지도 못한 동작이 그야말로 창조적으로 발현되는 것"(John. L. Casti, 1997)
창발성은 정의에 따라 단순한 물리법칙으로 나타낼 수 없다.
또한 대개 창발적 체계의 적응성을 높이기 위해서는 여러 종류의 되먹임을 조작하는 일이 필요하다. 모든 창발적 체계는 더 높은 수준의 학습을 촉진하는 쌍방향 연결되먹임으로부터 만들어진다.

### 창발 현상
부분의 합보다 크다. 즉 미시적인 부분의 각각의 특성만으로는 설명할 수 없는 전체로서 나타나는 복잡한 현상이 있다. 이를 창발 현상이라고 한다. 창발현상은 전체적인 의도를 가지고 세세하게 조직된 현상이 아니라는 점에 유의해야 한다. 그 예시로, 거듭제곱법칙을 나타내는 수많은 현상은 시스템 전체를 관장하는 중앙권력이나 초자연적 존재에 의해 만들어진 것이 아니다. 붉은악마 신드롬도 정부나 월드컵조직위원회와 같이 통제 기관에서 특정한 계획에 따라 조직한 것이 아니라, 국민들이 인터넷과 방송매체, 주변과의 접촉 등을 통해 자발적으로 상호작용을 일으키며 나타난 현상이다.

### 창발성과 규칙
창발성은 규칙만 알아서는 예측하거나 계산할 수 없다. 그것이 나타나는지 보려면 계를 작동시켜야 한다. 따라서 그런 계는 본질적으로 이원론적인 특성을 지닌다. 즉 단순한 논리규칙을 토대로 하지만 거기에서 나오는 행동은 단순하지도 논리적이지도 않다. 창발적 시스템 역시 규칙의 지배를 받는 시스템이다. 창발적 시스템이 학습과 성장의 능력 그리고 실험의 가능성을 갖는 이유는 저차원의 규칙을 엄격히 따르기 때문이다. 한 예로 개미들은 다른 개미들과 마주치는 패턴에 기초해 먹이를 조달할 것인지 다른 일을 할 것인지를 결정하고, 알렉사 소프트웨어는 클릭 패턴에 기초하여 연결을 만들어낸다. 게임처럼 창발적 행동도 규칙에 의해 정의된 범위 내에서 행동하는 것과 관련된 문제이면서 동시에 공간을 이용하여 부분의 합보다 더 큰 무엇인가를 창조하는 문제이다.

### 창발적 지능
수많은 미시동기에 의해 발생하는 거시행동을 말한다.
- 떼 지능: 로드니 브룩스의 모기 로봇과 같은 집단으로부터 창발하는 사회적 행동은 떼 지능(swarm intelligence)이라고 부른다. 떼 지능은 개미, 흰개미, 꿀벌, 장수말벌 따위의 사회성 곤충에서 보편적으로 나타나는 행동이다. 가령 개개의 개미는 집을 지을 만한 능력이 없다. 그럼에도 불구하고 개미 집합체는 역할이 상이한 개미들의 상호작용을 통해 보금자리를 만든다. 이와 같이 하위수준(낱낱의 개미)에는 없지만 상위 수준(개미의 집합체)에서 자발적으로 돌연히 출현하는 행동이 떼 지능이다. 떼 지능은 다양한 문제를 해결하는 소프트웨어 개발에 응용되고 있다. 떼 지능을 본떠 만든 대표적인 소프트웨어는 개미떼가 먹이를 사냥하기 위해 이동하는 모습을 응용한 것이다.[6]

## 창발성과 자기조직화
창발성은 모든 복잡계가 보여주는 특성이다. 가령 흰개미들은 집을 지을 만한 지능이 없지만 그 집합체는 역할이 다른 개미들의 상호작용을 통해 거대한 탑을 세운다. 복잡계에서 하위수준(구성요소)에는 없는 특성이 상위수준(전체구조)에서 창발하는 것은 자기조직화능력 때문이다. 자기조직화에는 분명 위대한 힘과 창조적 에너지가 있지만 그 힘과 에너지가 지능과 같은 능력을 발휘하려면 특정한 형태를 향해 변해가야 한다. 자기조직화의 가장 간단한 보기는 모래언덕이다. 모래를 한 번에 한 개씩 떨어뜨려 언덕을 만든다면 경사가 가파를수록 더욱 큰 사태가 일어나면서 많은 모래알이 아래로 흘러내릴 것이다. 위에서 떨어뜨리는 모래알과 아래로 흘러내리는 모래알이 평형을 이루는 임계상태가 되면 모래언덕은 더 이상 커지지 않는다. 모래언덕처럼 완전히 안정되지도 않고 완전히 무질서하지도 않은 상태에서 전체 모양을 유지하고 있는 것을 자기조직화라고 한다. 자기조직화 현상에 도전하여 학문적 성과를 거둔 대표적 인물로 벨기에의 화학자인 일리아 프리고진을 들 수 있다. 그는 1977년 비평형 열역학의 비선형 과정에 대한 연구업적으로 노벨상을 받았다.

## 복잡계과학과의 관계
시간이 지나도 전체는 어떤 구성요소보다도 더 오래 존속한다는 것은 복잡한 체제를 정의하는 특징이다. 복잡한 것은 단순히 뒤엉켜 있는 것과는 다르다. 이것은 창발의 여부를 가지고 명확하게 구분된다. 많은 구성요소를 가지고 있다 해도 거시적인 새로운 질서가 나타나지 않는다면 그것은 뒤엉킨 시스템에 불과하다. 창발이 일어날 때 비로소 복잡계라고 할 수 있다.
창발성은 복잡계 과학의 기본 주제이다. 여기서 창발성은 상호작용하는 다수의 구성원(개체)으로 형성된 계에서 발생하는, 계의 전역적인 동작을 나타내는 전문 용어로써 시스템 이론에서 주로 사용된다. 복잡계 과학의 연구 대상은 사람의 뇌나 생태계같이 상호 관계가 중요한 현상이다. 이들을 통틀어 복잡계라고 부른다. 복잡계는 적어도 두 가지 면에서 공통점이 있다. 첫째, 복잡계는 단순한 구성 요소가 수많은 방식으로 상호작용한다. 가령 사람 뇌는 수십억 개의 신경세포가 거미줄처럼 연결되어 있다. 주식시장은 수많은 투자자들로 들끓는다. 둘째, 복잡계는 환경의 변화에 수동적으로 반응하지 않고 구성 요소를 재조직하면서 능동적으로 적응한다. 사람 뇌는 끊임없이 신경세포의 회로망을 재구성하면서 경험을 통해 학습하고 환경에 적응한다. 즉, 복잡계는 단순한 구성 요소가 상호간에 끊임없는 적응과 경쟁을 통해 질서와 혼돈이 균형을 이루는 경계면에서, 완전히 고정된 상태나 완전히 무질서한 상태에 빠지지 않고 항상 보다 높은 수준의 새로운 질서를 형성해낸다. 복잡계의 창발적 운동은 예측할 수 있는 것이 아니며, 계를 구성하는 개개의 성분을 독립적으로 분석하여 알아낸 지식들로부터는 만들어 낼 수 없는 운동이다.
복잡계는 간단하게 이야기하면 창발현상을 보이는 시스템이라고 할 수 있다. 그런데 복잡계의 개념과 이론은 자연과학과 사회과학의 다양한 분야에서 함께 발전해왔기 때문에 일률적으로 통일된 정의는 없다. 흔히 인용되는 여러 분야의 학자들이 내리는 정의도 다양하다. 이러한 관점의 차이는 창발이 일어나기 위해 시스템이 갖춰야 하는 특징과 그것을 표현하는 방식의 차이 때문이다.
복잡성에는 똑같은 대상에 대해 이야기하더라도 이를 바라보는 축척에 따라 복잡성의 정도가 달라진다는 중요한 특징이 있다. '축척이 작아진다'는 것은 더욱 가까이 접근하는 것, 즉 보다 미세한 부분까지 바라본다는 뜻이다. 축척이 원자와 분자 각각을 구분할 수 있는 수준으로 내려가면 복잡성은 급격히 커진다. 이것은 동일한 구성요소들을 모아놓은 시스템이라고 해도 축척에 따라 복잡성의 변화양상은 다양할 수 있음을 보여준다. 그리고 이러한 경향은 기업 조직에도 적용된다. 이러한 복잡성의 관점에서 복잡계를 다시 정의하면, 복잡계는 축척을 변화시킴에 따라 그 복잡성이 뚜렷한 변화를 보이는 시스템을 말한다. 이와 같이 축척이 커지며 새로운 질서가 나타나는 것이 바로 앞서 이야기한 창발이다.
복잡계의 행동은 언뜻 보아 무질서한 것 같다. 왜냐하면 구성요소의 상호작용이 고도로 비선형적인 행동을 나타내기 때문이다. 비선형세계에서는 초기 조건에서 발생하는 작은 변화가 출력에서는 엄청나게 큰 변화를 야기한다. 그러한 현상의 하나가 혼돈(카오스)이다. 카오스는 바다의 난류 또는 주식 가격의 폭락처럼 불규칙적이며 예측하기 어렵다. 그러나 복잡계는 혼돈 대신 질서를 형성해낸다. 혼돈과 질서의 균형을 잡는 능력이 있기 때문이다. 다시 말해서 혼돈계와 복잡계는 비선형이라는 점에서 같지만 혼돈계에는 혼돈이, 복잡계에서는 질서가 나타난다는 면에서 다르다.
복잡계는 단순한 구성요소가 상호간에 끊임없이 적응과 경쟁을 통해 질서와 혼돈이 균형을 이루는 경계면에서, 완전히 고정된 상태나 완전히 무질서한 상태에 빠지지 않고 항상 보다 높은 수준의 새로운 질서를 형성해 낸다. 이를테면 단백질 분자는 생명체를, 기업이나 소비자는 국가 경제를 형성한다. 단백질 분자는 살아 있지 않지만 그들의 집합체인 생물은 살아 있다. 생명은 단백질이 완전히 고착되거나 완전히 무질서한 상태에서는 솟아날 수 없다. 질서와 혼돈 사이에 완벽한 평형이 이루어지는 영역에서 생명의 복잡성이 비롯된다.
이처럼 혼돈과 질서를 분리시키는 극도로 얇은 경계선을 혼돈의 가장자리(edge of chaos)라 한다. 요컨대 생명은 혼돈의 가장자리에서 창발하는 것이다. 생명은 혼돈의 가장자리에서 한쪽으로는 너무 많은 질서, 다른 한쪽으로는 너무 많은 혼돈 속으로 언제든지 빠져들 위험을 간직한 채 평형을 지키려는 유기체의 특성이라 할 수 있다. 혼돈의 가장자리는 복잡성 과학을 상징하는 용어가 되었다. 복잡계는 혼돈의 가장자리에서 가장 복잡한 행동을 창발함과 동시에 환경에 가장 잘 적응할 수 있기 때문이다.
복잡성 과학은 1980년대에 등장한 풋내기 과학이며 장래가 반드시 낙관적인것만은 아니다. 그럼에도 거의 모든 자연 세계와 사회 현상이 복잡계로 간주될 수 있기 때문에 창발의 원리를 밝히려는 복잡성 과학에 거는 기대는 상상 외로 크고 뜨거울 수밖에 없다.

## 창발의 분류
- 환원: 더 복잡한 범주가 더 기본적인 범주 등의 부분이나 기초로 설명될 수 있고, 더 기본적인 범주의 집합과 다르지 않음을 말한다.
- 수반: 더 복잡한 범주가 더 기본적인 범주로 환원되는 것은 아니지만, 상위 수준의 더 복잡한 범주는 하위 수준의 더 기본적인 범주 위에 창발될 때 수반한다고 말한다.
- 창발: 더 복잡한 범주는 더 기본적인 범주의 집합과 다르고, 더 복잡한 범주가 더 기본적인 범주보다 새로운 특징을 가지고 있음을 말한다.

### 환원주의와 전체론
- 환원주의: 생물학에서 일정 수준의 체계는 그 성분 부분으로도 분석할 수 있으며 좀더 높은 수준의 행동은 그 부분의 성질이나 행동, 배치에 의해 설명하거나, 또는 생물학이론이나 법칙을 일반적으로 그 기초가 되는 다른 과학(특히 화학, 물리학), 사실·법칙에 귀착시키려는 입장을 말한다. 예를 들어 전자의 경우 종이나 군집 수준의 현상에는 그수준에 특유의 법칙이 있다고 보는 입장에 대하여, 유전자나 개체 수준의 행동이나 법칙에 의해 설명할 수 있다고 보는 입장이다.[15]
- 전체론: 자연의 다양한 실체, 특히 생물에서는 각각 그 자체로서 정상의 기능을 유지하는 본질이 갖추어져 전체로는 부분에서 볼 수 없는 새로운 성질이 성립한다고 하는 주장이다. 이러한 성질의 존재를 전체성이라고 하는데, 생명현상의 전체성에 대한 주목의 환기는 생기론에 의해 시작되었다. 전체론은 그 후 많은 발전을 보았는데, 그 입장은 생리학적, 발생학적, 생태학적 등 논자에 따라 다르다. 현재 생명현상에는 물리화학 법칙에서 설명할 수는 특유의 원리가 있다고 주장하는 전체론과, 군집이나 종같은 상위 수준의 현상은, 개체나 유전자 같은 하위 수준에서의 거동에서는 설명할 수 없다는 전체론이 중심이다.[16]

## 철학에서의 창발
이전 단계에는 없던 성질이 윗 단계에서 갑자기 나타나는 것으로, 낮은 수준으로의 환원 불가능성을 강조한다.

### 아힘 슈테판의 창발
창발의 형태는 약한 창발, 약한 통시적 창발, 공시적 창발, 통시적 구조-창발의 4가지가 있다.
1. 약한 창발은 물리적 일원론과 공시적 결정성이라는 두가지 명제를 전제로 가진다. 여기서 약한 창발은 자연 내에서 발생하는 거의 모든 현상과 성질들의 창발 형태이다.
  1. 물리적 일원론: 우주에 존재하고, 또 발생하는 시스템들은 물리적인 실재로 구성된다. 창발로 특징지어지는 성질, 성향, 행동 양식 혹은 구조들은 물리적인 구성 성분으로 이루어지니 그러한 시스템에 의해서만 실현된다.
  2. 공시적 결정성: 한 시스템의 성질이나 행동 성향은 그것의 미시구조, 즉 그것의 구성 요소나 배열에 의존적이다. 시스템의 구성 요소 내의 혹은 배열 내의 차이가 없이는 시스템 내의 성질 내에는 그 어떤 차이도 있을 수 없다.
2. 약한 창발에 새로운 종의 명제가 추가되면 그 의미가 강해지며, 약한 통시적 창발이 된다.
3. 약한 창발에 환원 불가능성이 덧붙여지면 공시적 창발 혹은 강한 창발이 된다.
4. 심리 철학 분야에서 공시적 창발 혹은 강한 창발이 필요하다면, 로봇 공학이나 인공 생명 연구에서 필요한 창발의 형태는 약한 통시적 창발에 구조적-불예측성 명제가 더해진 통시적 구조-창발이다.[17]

## 과학에서의 창발
복잡한 모형의 과정 또는 단순한 규칙이나 원인으로부터의 형성 결과를 말하며, 모형이 규칙으로 설명되는 것, 즉 환원가능성을 암시한다.

### 자연에서의 창발
- 비생명적 창발:
  - 적응이 없는 창발적 복합성을 나타낸다.
  - 복잡한 눈송이 결정체, 구름, 폭풍우가 있으며 이들은 일차 원리로부터 계산해낼 수 없고 복잡계의 창발성으로 보는 평이 더 타당하다.[18]
- 생명적 창발:
  - 흰개미는 역할에 따라 여왕개미, 수캐미, 병정개미, 일개미로 발육하여, 수만 마리씩 큰 집단을 이루고 살면서 질서 있는 사회를 형성한다. 흰개미는 흙이나 나무를 침으로 뭉쳐서 집을 짓는다. 아프리카 초원에 사는 버섯흰개미는 높이가 4미터나 되는 탑 모양의 둥지를 만들 정도이다. 이 집에는 온도를 조절하는 정교한 냉난방 장치가 있으며, 애벌레에게 먹일 버섯을 기르는 방까지 갖추고 있다.
  - 개개의 개미는 집을 지을 만한 지능이 없다. 그럼에도 흰개미 집합체는 역할이 상이한 개미들의 상호작용을 통해 거대한 탑을 만든다.
- 생태학적 창발:
  - 생태학자들은 전통적으로 생태계가 예측 불가능한 현상을 나타내면 기후 변화와 같은 외부 요인 때문에 자연의 균형이 깨진 결과라 생각했다. 그러나 현대 생태학은 이러한 현상을 생태계 내부 요인의 상호작용에 의해 새롭게 생기는 성질, 즉 창발성으로 간주한다.
  - 생태계에서는 하위계층의 구성원들이 여러 개 모이면 보다 크고 통합된 성질을 갖는 상위계층이 된다. 즉 하위계층에 없었던 성질이 상위계층에서 새로 생긴다. 이와 같이 구성요소들의 기능적 상호작용의 결과로 생기는 성질을 창발성이라 한다.
  - 생태학자들은 하와이 고지에서 외래종이 적응에 실패한 것은 생태계의 창발성 때문이라고 본다. 다양한 종으로 형성된 생태계에서는 종이 협동하여 외부의 경쟁자를 배척하려는 속성이 있으므로 외래종이 어지간히 우수해서는 정착하기가 쉽지 않다. 말하자면 외래종을 물리친 것은 개개의 종보다는 생태계 전체의 능력이다.[19]

#### 자연과 창발주의
자연에서 발견되는 창발적 성질은 자명한 이치이다. 그러나 이러한 성질 모두가 필연적으로 예측 불가능한 것은 아니고, 그래서 창발이란 의미가 요구되는 것이다. 이 주장은 사실에 있어서 불분명한 점이 있다. 만일 성질을 기술하는 단어가 관찰-술어적 이어서 명시적으로만 정의될 수 있다면, 성질에 대한 첫 예시성이 예견될 수 없다고 주장하는 것은 진부한 것이다. 그 이론가는 어떤 예상을 앞서서 공식화할 단어가 모자라게 되는 것이다. 반면에, 만일 단어로서 성질을 상술할 수 있다면, 그 때는 구두로서 이러이러한 조건 아래서 예시될 수 있는 예상을 할 수가 있게 되는 것이다. 그의 예상이 잘 설정이 된다는 것은 배경적 이론의 훌륭함에 달려 있는 것이다. 화학과 맛의 생리학 모두를 잘 알 때 설탕이 달다고 할 수 있는 것이다. 그래서 창발주의는 주어진 시간에 우리의 지식이 경험적인 한계 내에서 이용이 되는 것이다.

#### 창발적 진화
물질에서 생물로, 하등생물에서 고등생물로의 진화를 의식 발생까지 포함시켜 설명하고자 하는 설. 각각의 것의 결합에 의해 새로운 성질이나 상태가 나타나는(수소와 산소가 화합하여 물이 생기는 경우 등) 것을 기초로 한다. 게슈탈트 심리학의 원리를 진화이론에 적용한 것으로 조어이다. 한편 변증법을 자연계에 적용한 것이라고 주장하는 견해도 있다. 여러 창발론자는 각각의 사고방식에 다소의 차이가 있지만 대부분의 경우는 창발의 또 다른 의미인 ‘기존하는 것의 전개’라는 관념도 포함하고 있으며 창발의 기초에는 지구상의 원초적 물질 중에 이미 생명을 향한 막연한 방향성의 존재 혹은 생명이 창발하는 물질은 물리학이나 화학에서 규정하는 것과 다르다고 하는 가정을 설정하고 있다. 창발적 진화학자들은 '창발적 전체' 또는 '통합적 전체'을 주장하고 있는데, 이 성질로 자기완결성이 있다. 이는 부분적 결합에 의해 새로운 성질을 갖는 전체가 출현하는 것으로, 오래전에는 군집의 유기적 총체로 성질을 강조하기 위해 사용한 적도 있었지만, 현재는 별로 사용하지 않는다. 다만 구성요소 간에 상호작용이 다수 결합된 네트워크 시스템을 다루는 수리 분야에서는 각각의 관계가 겹쳐서 예측할 수 없는 전체 거동의 출현이 주목받는다.

#### 생명의 조직화
세포의 특징, 즉 형질은 복잡계의 창발성과 비슷하다. 계산으로는 그것을 포착하기가 어렵다. 이는 인간 같은 다세포생물로 가면 더 복잡해진다. 인간의 몸에는 약 100조 개의 세포들이 계층 구조를 이루고 있으며, 계층의 각 단계는 위아래 단계들에 의존한다. 몸은 기관으로 이루어지고, 기관은 조직으로 이루어지며, 조직은 세포로 이루어지고, 세포는 더 작은 세포소기관으로 이루어진다. 이런 식으로 분자 단계까지 죽 이어진다. 단계 사이에는 끊임없이 정보가 흐르므로, 복잡성의 어떤 단계에서 명확히 구분 짓는 임의의 선을 긋기란 불가능하다. 구름이나 난류처럼 생물도 다양한 규모에 걸쳐 구조를 보여준다.

### 정보과학에서의 창발
창발성을 응용하는 기술은 단지 사용자에게 좀더 친숙한 응용 프로그램을 만드는 범위를 훨씬 넘어설 것이다. 그것은 대중매체에 대한 정의를 바꾸고, 공적인 삶과 사적인 삶을 구분하던 관습적 기준을 변화시킬 것이다.

#### 인터넷의 사례
- 웹은 지구상에서 가장 크고 발전된 형태의 인공 자기조직화 체제이다.
- 네트워크 과학: 네트워크 과학은 인체, 인터넷, 인간관계 등 이 세상의 모든 것들을 서로 연결된 네트워크로 바라보고 공통점을 발견하려는 학문이다. 따라서 물리학, 생물학, 경제학, 사회학, 인류학, 컴퓨터과학 등의 학제간 연구가 불가피하다. 복잡한 세상을 네트워크라는 단순한 개념을 통해 바라본다는 측면에서 네트워크 과학은 복잡성 과학에 포함된다. 복잡성 과학의 근본 목적은 복잡한 체계 안에서 의미 있는 질서가 자발적으로 돌연히 출현하는 현상, 곧 창발의 원리를 밝히는데 있다. 요컨대 네트워크 과학은 복잡성 과학처럼 시작 단계이며 아직 답을 찾지 못하고 있다. 네트워크 과학의 연구 주제는 끝이 없으며, 이러한 의문들이 한 가지 공통점을 갖고 있다는 사실을 발견했다. 복잡한 체계를 구성하는 요소들의 상호작용으로부터 전체의 활동이 창발한다는 것이다.[23]

#### 창발적 소프트웨어
사실상 최초의 창발적 소프트웨어 프로그램은 셀프리지가 설명한 상향식으로 학습하고 평가를 위해 되먹임 순환을 이용하는 체계이다.
- 실제 세계의 생물체에서 발견되는 창발적 지능의 진화를 모형화하고 이해하는 데에 창발적 소프트웨어가 사용된 예로 1980년대 중반 UCLA의 두 교수 데이비드 제퍼슨과 척 테일러가 설계한 트래커라는 프로그램이 있다.[25]
- 심시티는 창발성의 신비한 상향식 힘을 이용한 최초의 게임 중 하나이다. 심시티는 기존의 게임들처럼 시합을 하는 프로그램이 아니라는 사실에 주목해야 한다. 사용자는 가상 도시를 키우지만 도시는 예측할 수 없는 방향으로 발달하고 도시의 형태는 항상 간접적으로밖에 통제되지 않는다.[26]
  - 창발성의 이해는 비디오게임 산업에 커다란 이익을 창출할 것이다. 그러나 자기조직화의 힘과 적응성을 일반 사용자를 대상으로 한 게임에 적용하려는 게임디자이너들은 몇 가지 심각한 문제에 직면해 있으며, 모든 문제의 중심에는 창발적 시스템의 능력이 예측할 수 없는 방식으로 행동한다는 현상이 놓여있다. 이에 대한 한 가지 방법은 자연선택과 관련된 한층 개방적인 배경보다는 전통적인 창발적 시스템, 가령 무리와 집단에 초점을 맞추는 것이다.[27]

### 창발성의 응용
- 네오기관: 가장 대표적인 기술은 생물 분해성이 뛰어난 중합체와 사람의 살아 있는 세포를 사용하는 방법이다. 먼저 중합체로 특정 조직 또는 기관을 본뜬 입체구조의 발판을 만든다. 중합체 발판 위에 살아 있는 세포를 접착시킨다. 세포와 발판을 환자의 상처 부위로 이식한다. 그 부위에서 세포는 증식 및 조립되어 새로운 조직을 생성함과 동시에 중합체는 분해되어 사라지고 몸 안에는 최종 산물이 남는다. 이와 같이 사람의 세포로 만든 인체조직이나 기관을 네오기관이라고 한다. 조직공학의 첫 번째 목표는 구조가 비교적 단순하고 수요가 많은 피부와 연골이다. 피부와 연골처럼 인공조직을 만드는 기술은 그 응용 범위가 끝이 없다. 조직공학은 단순한 조직보다는 복잡한 기관의 개발을 최종 목표로 삼고 있다. 간, 콩팥, 심장 모두 중합체 발판 기술을 사용하여 살아 있는 세포로부터 네오기관을 만들 수 있을 것으로 전망된다.[28]

- 인공생명: 생물학에서는 생명체를 하나의 생화학적 기계로 본다. 그러나 인공생명에서는 생명체를 단순한 기계가 여러 개 모여서 구성된 집합체로 간주한다. 가령 단백질 분자는 살아있지 않지만 그들의 집합체인 유기체는 살아 있다. 따라서 인공생명에서는 생명을 이러한 구성요소의 상호작용에 의해 복잡한 집합체로부터 출현하게 되는 현상이라고 설명한다. 다시 말해서 생명을, 생물체를 구성하는 물질 그 자체의 특성으로 보는 대신에 그 물질을 적절한 방식으로 조직했을 때 물질의 상호작용으로부터 창발하는 특성으로 전제하는 것이다. 요컨대 생명은 수많은 무생물 분자가 집합된 조직으로부터 솟아나는 창발적 행동이다.

창발적 행동은 인공생명의 기본이 되는 핵심 개념이다. 따라서 인공생명에서는 구성요소의 상호작용이 생명체의 행동을 보여줄 수 있도록 구성요소를 조직할 수 있다면 그 기계가 생명을 갖게 될 것으로 확신한다. 인공생명은 풋내기 과학임과 동시에 학제간 연구이다. 연구 영역이 매우 광범위 하며 접근 방법 또한 매우 다양하다. 주요 관심 분야는 자기복제 프로그램, 진화하는 소프트웨어, 로봇공학의 세 가지로 간추릴 수 있다.

## 사회에서의 창발
- 2002년 한일 월드컵 당시 붉은 악마 신드롬도 창발의 예시로 생각할 수 있다. 광화문에 모인 다양한 사람들 개개인을 놓고 보면 평소에는 붉은색 티셔츠를 입는 것조차 꺼려했던 사람이 대부분이었을 것이다. 이는 월드컵의 열기가 가라앉은 지금, 서울 시내에서 새빨간 티셔츠를 입고 다니는 사람을 만나기가 어렵다는 사실에서 쉽게 확인된다. 그러나 당시에는 연이은 한국 대표팀의 승리와 서포터들의 길거리 응원 모습이 언론매체를 통해 확산되면서 경기장 스탠드가 온통 붉은색 바다가 되어버리는 새로운 현상이 나타났다. 이처럼 한국전쟁 이후 오랫동안 이어져온 붉은색에 대한 이념적 편견까지 극복할 정도의 새로운 질서의 출현이 창발이다. 결국 경기장과 길거리를 가득 메운 응원 인파는 하나의 복잡계였다고 볼 수 있다.[30]

### 도시의 자기조직화
"대도시란 크기만 커진 마을이 아니고 인구밀도만 높아진 교외도 아니다. 대도시란 마을이나 교외와는 근본적으로 다른 어떤 것이다"-제인 제이콥스
- 경제학자와 도시사회학자들도 시간의 경과에 따른 자기조직화의 과정을 보여주는 도시 모델을 시험해 왔다. 실제 도시가 형성되는 과정에서는 구역을 정하는 법이나 도시계획위원회 같은 하향식 강제력이 크게 작용한다. 그러나 오래전부터 학자들은 상향식 힘이, 뚜렷이 구분되는 근린들과 그밖에 무계획적인 인구 집단들을 만들어내는 등 도시형성에 결정적인 역할을 한다는 사실을 인식하고 있다.[31]

- 도시라는 초유기체가 다른 사회적 형태를 제치고 성공한 결정적 이유는 일종의 창발적 지능, 즉 정보를 저장하고 검색하고 인간 행동의 패턴을 인식하고 거기에 반응할 수 있는 능력이 있기 때문이다. 인간은 그러한 창발적 지능에 기여하고 있지만 인간의 삶은 다른 차원에서 펼쳐지기 때문에 그 사실을 인식하지 못한다.[32]

#### 대도시의 보도 정보망
보도는 도시 시민들 사이에서 정보가 오가는 주요 통로이다. 주민들은 보도 위에서 이웃들과 마주치고 그들의 상점과 집을 지나가면서 정보를 얻는다. 보도에서는 완전한 타인들 사이에서도 비교적 높은 대역의 통신이 이루어지며 수많은 개인들이 혼합되어 무작위적인 형태를 이룬다. 보도가 없다면 도시는 후각이 없는 개미 또는 일개미가 너무 적은 개미 집단과 같을 것이다. 보도는 적절한 종류와 적절한 수의 국지적 상호작용을 제공한다. 보도는 도시 생활의 간극을 잇는 연접부이다. 이것은 창발성의 개념들을 이용하여 어떤 사회적 문제를 생각하면 그 문제와 과거의 접근 방식이 완전히 새로운 시각에서 보이는 하나의 예이다.

### 방송에서의 창발
- 플라워스 사건은 창발적 체계가 본질적으로 좋은 쪽으로만 발전하는 것은 아니라는 사실을 보여주는 좋은 예이다. 플라워스 사건은 창발성의 초기 단계, 즉 중앙기관의 명령 없이 국지적 행위자들이 거시행동을 형성하는 단계를 보여주는 예이다.[34]

### 정치에서의 창발
대부분의 진보적 운동에서 요구하는 것들은 적응성 있는 자기조직화 체제가 아니면 이루어지기 어렵다. 진보적 운동과 자기조직화 체제는 둘 다 집단 지능을 중시하고 과도한 권력 집중에 반대하며 변화에 익숙하기 때문이다. 진정한 세계적 전망을 추구하는 운동이라면 중앙집권적 권력에 의존하는 것이 불가능할 것이고 적응성 있는 자기조직화만이 유일한 길이 될 것이다.
창발성의 진보적 가능성을 분명하게 드러내는 예로 WTO 반대운동이 있다. 이 운동의 조직구조는 자기조직화 체제의 분산적 세포 구조를 분명히 보여준다.

## 예술에서의 창발

### 문학에서의 사례
- 그레이 구 시나리오: 드렉슬러는 자기증식 나노기계가 지구 전체를 뒤덮게 되는 상태를 잿빛 덩어리(grey goo)라고 명명했다. 이른바 그레이 구 상태가 되면 인류는 최후의 날을 맞게 된다는 것이다. 이어서 2002년 마이클 크라이튼(1942~)이 드렉슬러의 아이디어를 액면 그대로 수용한 소설 <먹이>를 발표함에 따라 그레이 구 시나리오에 대한 대중적 관심이 고조되었다. 크라이튼은 자기증식 로봇이 집단을 형성하면 떼 지능 (swarm intelligence)이 창발할 것이라고 상상했다. 이러한 나노봇 떼는 재빨리 변형이 가능하여 이미지, 소리 또는 사람의 윤곽 등을 투영할 수 있다고 한다.[36]

### 영화에서의 사례
- 윌 스미스 주연의 아이, 로봇(2004)에서는 로봇이 모의 지각력이 합쳐져 창발하여 로봇의 고스트가 형성되고, 로봇도 진화할지 모른다는 설정을 등장시켰다.

## 같이 보기
- 환원주의
- 초유기체
- 전체론
- 자기조직화
- 복잡계
- 창의성
- 시스템 생물학

## 참고 자료
- 데이비드 오렐, 《거의 모든 것의 미래》, 리더스 북, 2011
- 윤영수, 채승병, 《복잡계 개론》, 삼성경제연구소, 2005
- 스티브 존슨, 《이머전스》, 김영사, 2004
- 이인식, 《미래교양사전》, 임프린트 갤리온, 2006
- 강영희, 《생명과학대사전》, 아카데미서적, 2008
- Mark A. Bedau, Paul Humphreys, 《Emergence》, MIT press, 2008